# Betongtakpannor

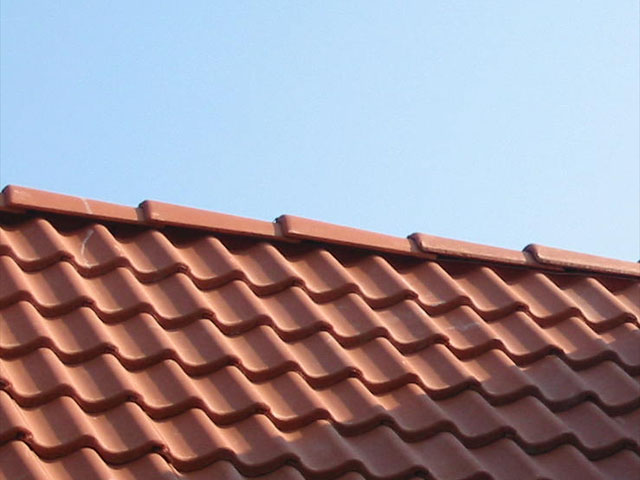
Betongpannor

Betongtakpannor är ett av de vanligaste takmaterialen i Sverige och tillverkat av sand, cement och vatten, (betong).  
Betongtakpannor produceras i en rad olika färger, men svart respektive tegelröd är de vanligaste. Utseendemässigt är skillnaden mellan röda betongtakpannor och vanligt taktegel av lera inte stor, men betongtakpannor är betydligt tjockare och ger taket andra proportioner. Därför bör man inte ersätta takpannor av lertegel med betongtakpannor, särskilt inte på äldre hus. Betongtakpannor och vanligt taktegel åldras inte på samma sätt; nylagt lertegel respektive nylagt röda betongtakpannor liknar varandra, men efter ett antal år får lerteglet sin typiska patina, medan betongtakpannor får en mera jämn färgton. 
Vanligt taktegel har använts i tusentals år och fanns redan hos de gamla egyptierna. Produktionen av betongtakpannor kom i gång först efter andra världskriget i större skala. I samband med byggboomen under efterkrigstiden blev betongtakpannor snart det vanligaste takmaterialet i Sverige, speciellt på villor och mindre flerfamiljshus.
Betongtakpannor förekommer även på många äldre hus, där man bytt ut lerteglet mot betongtakpannor. Skillnaden i pris mellan betongtakpannor och vanligt taktegel är till betongtakpannans fördel. Betongtakpannor har också setts som något enklare att lägga, skillnaden har minskat på senare år i och med att lerteglet, precis som betongtakpannor försett med falsar.
Standardmått på takpannor i Sverige är t.ex. för den klassiska tvåkupiga pannan 420mm längd och 330mm bredd vilket oftast ger upp till 375mm bygglängd och 300mm byggbredd (storleken när takpannorna ligger på varandra).